# Fabi Valent
Fabi Valent (en llatí Fabius Valens) va ser un general romà. Comandava la Legió I Germanica i va participar en les lluites pel poder entre Galba, Otó i Vitel·li durant l'any dels quatre emperadors.
Va ser un dels principals generals de l'emperador Vitel·li durant l'any 69. Tàcit parla molt malament d'ell i diu que es va distingir per la seva avarícia, venalitat, i crueltat. Era d'una família de rang eqüestre i havia nascut a Anagnia al Latium.
Va participar activament en les bogeries de la cort de Neró, i al festival de la Juvenàlia, en el que les més distingides persones de l'estat van haver de participar. Va actuar primer com a mim llicenciós, sembla que inicialment per força i després per gust. Neró el va nomenar llegat de la Legio I a Germània.
Després de la mort de Neró, Fabi Valent va intentar convèncer a Vergini Ruf de proclamar-se emperador, però Ruf va refusar. Tot i així Valent el va acusar davant Galba d'haver volgut proclamar-se emperador. Una mica després, unit amb Corneli Aquí, llegat a una altra legió, va matar a Fonteu Capitó, governador de la Germània Inferior, amb l'excusa de què preparava una revolta però en realitat perquè havia refusat aixecar-se com li demanaven Valent i Aquí. Valent va presentar el fet davant Galba com un gran mèrit, però no va rebre cap recompensa i va considerar que havia estat víctima d'un acte d'ingratitud i quan va arribar Vitel·li a Germània Inferior com a successor de Capitó, Valent va ser un dels primers que el va pressionar per apoderar-se de l'Imperi.
Vitel·li es va revoltar (1 de gener del 69) i el 2 de gener Valent va anar a Colònia i el va saludar com a emperador, exemple seguit per tots els soldats a la Germània Inferior i el 3 de gener pels de Germània Superior. Vitel·li va encarregar a Valent la guerra contra Galba, junt amb Aule Cecina, general d'una legió de la Germània Superior i instigador principal de la revolta a favor de Vitel·li en aquesta província. Valent va rebre el comandament de 40.000 soldats amb ordes d'anar a la Gàl·lia que havia de guanyar per la persuasió o per la força a la causa, i després creuar a Itàlia pel Mont Genêvre (Cottionis Alpibus). Cecina va rebre el comandament de 30.000 amb orde d'anar directament a Itàlia pel coll del Gran Sant Bernat (Poeninis jugis).
Valent va començar la marxa a mig gener, i va ser ben rebut a la Gàl·lia, en part per l'exhibició del seu formidable exèrcit. Però per raons no explicades, quan van arribar a Diviodurum (Metz) els soldats van fer una matança de quatre mil habitants. S'esperava que això provoqués resistència però no va ser així, sinó que els pobles de la Gàl·lia es van atemorir i es van sotmetre més fàcilment encara. Va arribar a la capital dels leucs, la moderna Toul, on va saber la mort de Galba i la pujada de Marc Salvi Otó i això va produir que tota la Gàl·lia reconegués a Vitel·li tot i que l'odiaven tant com a Otó.
Valent va seguir avançant, va arribar a Lugdúnum (Lió) on va decidir atacar Viena del Delfinat que havia abraçat la causa de Galba i Juli Víndex. Viena es va rendir sense lluita i va pagar una gran suma a Valent per no ser atacada. Tàcit diu que Valent es va deixar comprar a bon preu. Va continuar cap a Itàlia i pel camí va exigir contribucions als propietaris i terratinents per no passar ni acampar en les seves terres, i va mostrar la seva avarícia. I si amb diners no en tenia prou, s'apropiava dels esclaus i satisfeia la seva luxúria amb les dones i els fills dels magistrats i propietaris.
En arribar a Itàlia va establir els seus quarters a Ticinum (Pavia) on quasi va perdre la vida en una revolta dels soldats. Es va refugiar vestit d'esclau a la tenda d'un dels seus oficials fins que el perill va passar. A l'oficial que el va salvar el va fer matar seguidament acusat d'haver-li robat 1.000 dracmes del seu equipatge. Mentrestant Cecina, que havia arribat a Itàlia abans que Fabi Valent, va ser derrotat prop de Cremona pels oficials d'Otó, però ara les forces de Cecina i les de Valent es van unir, tot i que estaven enfrontats, ja que Cecina sospitava que l'havien vençut a Cremona perquè Valent no havia actuat amb prou rapidesa per ajudar-lo. Els generals de les legions que Otó tenia a la zona desaconsellaven un enfrontament amb Valent i Cecina, però l'emperador volia acabar ràpidament amb la invasió i va ordenar un atac. Es va lliurar la batalla decisiva a Bedríacum en la que els generals d'Otó van ser derrotats i van aconseguir per a Vitel·li el domini d'Itàlia.
Una mica després Vitel·li es va presentar al nord d'Itàlia on els dos generals l'estaven esperant, i el van acompanyar a Roma. Vitel·li els va nomenar cònsols (1 de setembre) deixant de fet el govern en les seves mans. Encara que l'un envejava el poder de l'altre, els dos estaven d'acord a enriquir-se el més ràpid possible, mentre Vitel·li s'entregava a tot tipus de llibertinatges.
En acostar-se el general Antoni Prim, que amb les legions de Pannònia i Mèsia havia abraçat la causa de Vespasià, Valent i Cecina es van haver de preparar per a la guerra altre cop. Valent estava malalt i va haver de restar a Roma i va ser Cecina el que va marxar contra Antoni Prim. Cecina va trair al seu cap i va desertar al camp de Vespasià, Valent en canvi va seguir lleial a Vitel·li. Quan va estar millor va sortir de Roma i era a Etrúria va saber de la victòria del general Antoni Prim, i la conquesta de Cremona. Potser hauria pogut decantar la sort de la batalla si s'hagués donat pressa, i no hagués fet lenta la seva marxa entretingut per dedicar-se als seus plaers. Mancat de prou tropes per oposar-se a l'enemic va decidir navegar fins a la Gàl·lia per reclutar soldats.
Era a les illes Stoechadae (Hières, prop de Marsella) quan va ser fet presoner per les forces d'uns vaixells enviats per Suetoni Paulí i va ser empresonat per poc temps. El setembre va ser executat a Urbinum i el seu cap va ser mostrat a les tropes de Vitel·li per contrarestar el rumor de què havia escapat a Germània i estava reunint noves legions.